# Brachirus siamensis
Brachirus siamensis е вид лъчеперка от семейство Soleidae. Видът не е застрашен от изчезване.

## Разпространение
Разпространен е в Камбоджа, Лаос и Тайланд.

## Описание
На дължина достигат до 15 cm.